# Thunderclap (ウェブサイト)

クラウドスピーキングの説明図。

Thunderclap（サンダークラップ）は"クラウドスピーキング"のためのプラットフォームである。クラウドスピーキングでは、個人や企業が、メッセージを広めるためにより積極的に連携する。Kickstarterといったクラウドファンディングと同様に、公に目標を示して達成することを重視するモデル(en:Assurance contract)を採用している。このモデルでは、そのキャンペーンが決められた期限内に決められたサポーター数を得ることができなければ、キャンペーンの主催者は一切の成果を得ることができない。成果とは、典型的なタイプのキャンペーンでは、期限の日時にサポーター数の条件を満たした場合、ウェブアプリケーション連携の仕組みにより、サポーターのアカウントから一斉に特定の内容のツイートが流され、それによりソーシャルメディア上でその主張の存在感を増幅できるというものである。しかし、この仕組みがサービスの発足時にツイッターの運営との間に摩擦を生んだ。現在この摩擦はほぼ解消されている。
サポーターは、お金ではなくツイッターのツイートや、その他のソーシャルメディアへの投稿により貢献するという形をとる。対応するソーシャルメディアは、ツイッターの他に、フェイスブック、Tumblrである。
対応言語は、英語、スペイン語、ポルトガル語、フランス語、ポーランド語、ケベック・フランス語、ドイツ語、デンマーク語である。日本語対応を進めているが、2015年3月時点では、ユーザーインターフェイスとしては未対応である。日本語による投稿は文字化けしない。
キャンペーンとして、動物保護や希少疾患といった啓発と、クラウドファンディングおよび寄付集めが多く行われる。希少疾患の場合、より稀な疾患であるほど効果的とされる。資金集めが目的である場合、サイト内で直接的に資金集めができるわけではなく、サイトを用いてソーシャルメディア上で支持を訴えた後、別のサイトで資金集めを行うことになる。
かつてキャンペーンを成功裏に終えたブランドとして、具体的なキャンペーン内容が示されているのは、MLB、ピープル (雑誌)、en:Univision、リーバイス、Durex、en:TOMS、en:Self (magazine)、Sony Pictures、en:W Magazine、ONE Campaign、ディスカバリーチャンネル、Mozilla、BBC、国際連合、ジェイミー・オリヴァーである。同様に、ホワイトハウスといった政府機関によるキャンペーン内容もPDFの形で示されている。かつて参加した大型のサポーターとしてバラク・オバマの名もある。大型のキャンペーンを組む際に主催者が支払うプレミアム料金がサイト自身にとっての収益となっている。最も小型のキャンペーンは無料である。
競合する他のサービスとして、同じクラウドスピーキングに分類されるHeadTalkerがあげられる。